# Federigo Zuccari
Federigo, Vincenzo Antonio, Ludovico Zuccari (Isola di Sora, 26 tháng 8 năm 1783 – Barra (Napoli), 15 tháng 12 năm 1817) là một nhà thiên văn học người Ý, giáo sư thiên văn học tại Đại học Napoli, giáo sư địa lý toán học tại Học viện Quân sự Napoli và giám đốc Đài Quan sát Thiên văn Napoli.
Ông từng học ở Napoli và Roma, và đam mê văn học và mỹ thuật. Năm 1807, ông được bổ nhiệm làm giáo sư lượng giác cầu và địa lý toán học tại Real Scuola della Nunziatella. Sau khi Ferdinando Messia de Prado qua đời, vào năm 1809, ông được Vua Joachim Murat gửi tới Đài thiên văn Brera ở Milano để chuyên trách về thiên văn học cùng với Barnaba Oriani.
Ngày 17 tháng 8 năm 1811, nhà vua đưa ông trở lại Napoli và bổ nhiệm ông làm giám đốc Đài thiên văn đặt tại tu viện cổ San Gaudioso.
Năm 1812, chính phủ đồng ý với yêu cầu của ông về việc xât dựng cơ sở mới của Đài thiên văn trên đồi Miradois gần Cung điện Hoàng gia Capodimonte. Ông cùng với kiến trúc sư Stefano Gasse đã thiết kế một tòa nhà với phong cách tân cổ điển, được khởi công xây dựng vào ngày 4 tháng 11 năm 1812. Sau khi ông qua đời, công trình ban đầu đã được sửa đổi một phần bởi Giuseppe Piazzi để công trình có thêm nhiều chức năng hơn.
Ông là thành viên của Imperiale e Reale Ateneo Italiano (1810), Viện Hàn lâm Khoa học Napoli (1811), Accademia Pontaniana (1812), Hội Hoàng gia về Thúc đẩy Khoa học Tự nhiên Napoli (1812) và là hiệp sĩ của Huân chương Hoàng gia Hai Sicilie (k. 1814).